# Lepidiota richteri
Lepidiota richteri är en skalbaggsart som beskrevs av Brenske 1892. Lepidiota richteri ingår i släktet Lepidiota och familjen Melolonthidae. Inga underarter finns listade i Catalogue of Life.